# Salsa de caramelo

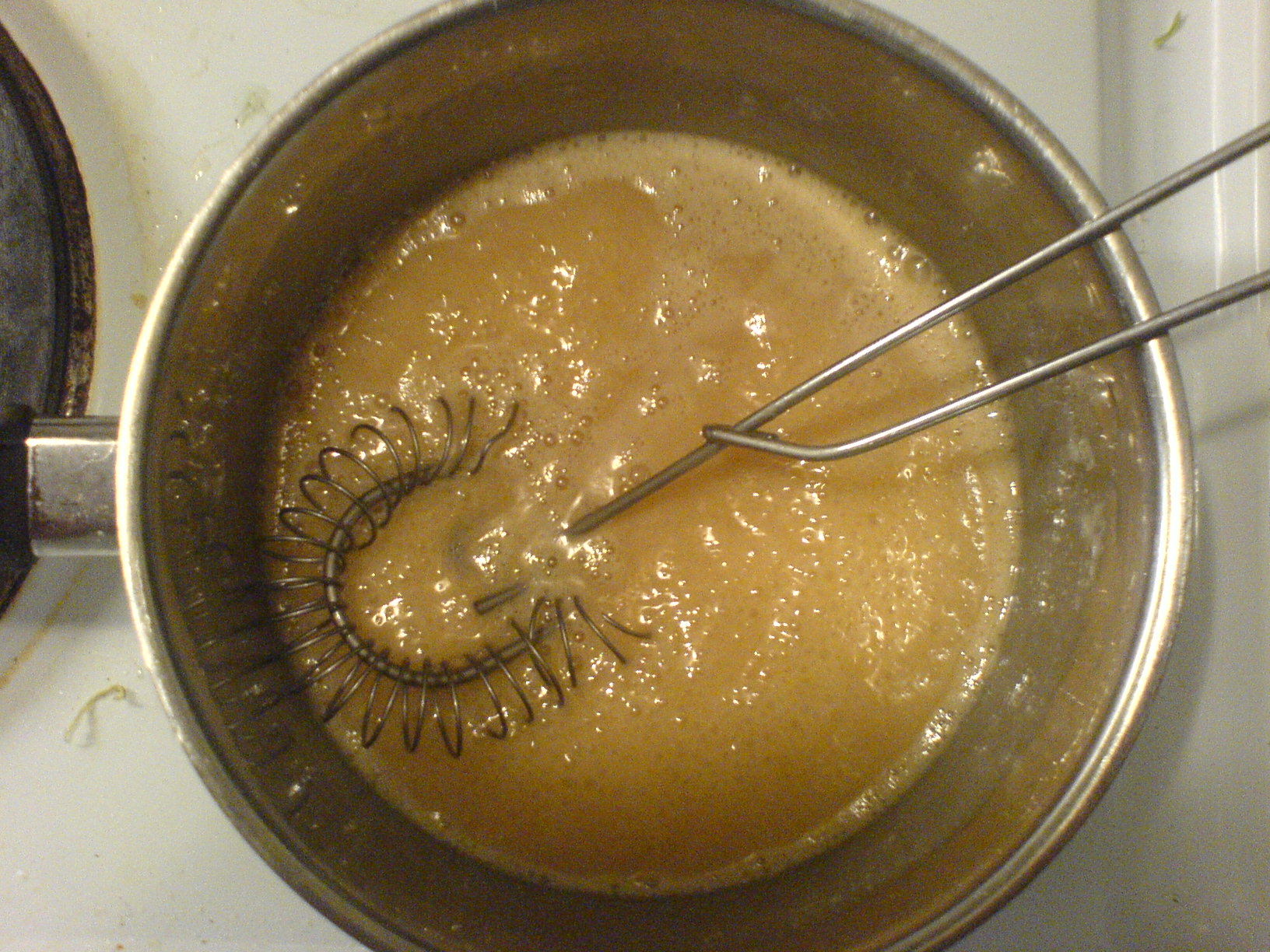
Salsa de caramelo

La salsa de caramelo es una salsa hecha de agua caliente y azúcar en un nivel bajo de temperatura hasta que el azúcar se disuelve y se "carameliza", cambiando el color a marrón de oro.